# Langues en Iran
L’Iran est un pays à large majorité iranienne et musulmane chiite, mais où l'on trouve une mosaïque de plus de 80 « ethnies », différentes par leurs langues et modes de vie. Les principaux groupes linguistiques sont l'indo-européen (la majorité des Iraniens parlent une langue iranienne comme le persan, le kurde ou le baloutche) et le turc (Azéris). Tous comprennent le persan, langue officielle de l’Iran. Les principaux groupes ethniques sont :
- de langue iranienne : Persans (61 %), Kurdes (10 %), Baloutches (2 %), Lors (6 %), Talyches, Gilakis, Mazandarans…
- de langue turque : Azéris (13-15 %), Turkmènes (2 %), Kachkaïs…
- d'autres langues : Arabes (2 %), Arméniens, Juifs locuteurs de l'hébreu mizrahi (0,014 %[3]), Assyriens, Géorgiens, Circassiens, Tats et autres (1 %)[4].

L'arabe et l'anglais sont les deux langues étrangères obligatoires enseignées au collège. On estime à 3 millions[réf. souhaitée] le nombre d'anglophones en Iran. Certains Iraniens apprennent le russe, l'allemand et le chinois. Le hindi-ourdou est aussi proposé depuis 2015, car l'Iran a de nombreux échanges commerciaux avec l'Inde et le Pakistan.
Autrefois assez répandu parmi les dignitaires du pays, l'aristocratie et la bourgeoisie, le français a décliné depuis les années 1960, et encore plus depuis la révolution islamiste de 1979.